# 第76回天皇杯全日本サッカー選手権大会
第76回天皇杯全日本サッカー選手権大会（だい76かいてんのうはいぜんにほんサッカーせんしゅけんたいかい）は、1996年（平成8年）11月3日から1997年（平成9年）1月1日まで開かれた天皇杯全日本サッカー選手権大会である。

## 概要
この大会から、地区代表枠が、9地域から代表を選出する方式から47都道府県から各1チームを選出する方式に変更されたため、決勝大会出場チーム数は前回の32チームから一気に2.5倍の80チームとなった。この改革が行われたのは、第52回大会から前回大会までの20年以上にわたって同じ大会方式が続きマンネリ化していたこと、その間に日本サッカー協会に登録している第1種チームが5倍以上に増加し、出場枠が少なすぎるようになってきたことが理由であった。
これにより、予選参加チームは前回大会の倍以上、6,107チームに増加した。また本大会に初出場するチームも、高校3チームを含めた26チームにものぼった。
なお、Jリーグ所属16クラブは3回戦からの登場であったが、12月4日から21日までUAEで開催されたAFCアジアカップ1996の日程に配慮した結果、3回戦を11月16日に開催した後、4回戦は12月23日と1ヶ月以上間隔を開けて開催となり、それ以降は中2日での開催（準々決勝12月26日、準決勝12月29日、決勝1月1日）という、決勝進出2クラブにとっては10日間で4試合をこなす強行日程となった。
決勝では、ヴェルディ川崎（現・東京ヴェルディ）が序盤に2点を奪ってサンフレッチェ広島に勝利。V川崎はJリーグ発足後初の天皇杯を獲得した。

## 出場チーム

### Jリーグ
| - 鹿島アントラーズ（13回目） - 浦和レッドダイヤモンズ（32回目） - ジェフユナイテッド市原（32回目） - 柏レイソル（29回目） - ヴェルディ川崎（22回目） - 横浜マリノス（19回目） - 横浜フリューゲルス（11回目） - ベルマーレ平塚（25回目） | - 清水エスパルス（5回目） - ジュビロ磐田（20回目） - 名古屋グランパスエイト（20回目） - 京都パープルサンガ（14回目） - ガンバ大阪（16回目） - セレッソ大阪（28回目） - サンフレッチェ広島（45回目） - アビスパ福岡（5回目） |

### ジャパンフットボールリーグ
- コンサドーレ札幌（16回目）
- ブランメル仙台（3回目）
- モンテディオ山形（5回目）
- 東京ガス（3回目）
- 富士通川崎（13回目）
- 本田技研（21回目）
- コスモ四日市（10回目）
- ヴィッセル神戸（10回目）
- 大塚FCヴォルティス徳島（8回目）
- 鳥栖フューチャーズ（5回目）
- 大分FC（初出場）

### 関東大学
- 早稲田大学（26回目）[備考 1]
- 筑波大学（17回目）[備考 2]
- 国士舘大学（9回目）
- 駒澤大学（5回目）

### 関西学生
- 関西学院大学（12回目）[備考 3]
- 関西大学（8回目）[備考 4]

### 都道府県代表
| - 北海道 北海道教育大函館校（初出場） - 青森県 五戸町役場SC（6回目） - 岩手県 盛岡ゼブラ（2回目） - 宮城県 ソニー仙台（初出場） - 秋田県 TDK（5回目） - 山形県 山形FC（初出場） - 福島県 福島FC（4回目） - 茨城県 プリマハムFC土浦（初出場） - 栃木県 ワールドブリッツ小山（初出場） - 群馬県 三洋電機（初出場） - 埼玉県 NTT関東（2回目） - 千葉県 順天堂大学（5回目） - 東京都 青山学院大学（2回目） - 神奈川県 東海大学（3回目） - 山梨県 ヴァンフォーレ甲府（5回目） - 長野県 上田ジェンシャン（2回目） - 新潟県 アルビレオ新潟（5回目） - 富山県 YKK（7回目） - 石川県 テイヘンズ（3回目） - 福井県 丸岡高校（初出場） - 静岡県 日立空調清水FC（初出場） - 愛知県 デンソー（4回目） - 三重県 マインドハウスTC（2回目） - 岐阜県 西濃運輸（8回目） | - 滋賀県 ルネス学園甲賀SC（初出場） - 京都府 同志社大学（8回目） - 大阪府 大阪商業大学（17回目） - 兵庫県 セントラル神戸（初出場） - 奈良県 天理大学（初出場） - 和歌山県 和歌山大学（初出場） - 鳥取県 米子東高校（初出場） - 島根県 FC松江（初出場） - 岡山県 三菱自工水島（2回目） - 広島県 広島教員（初出場） - 山口県 東亜大学（初出場） - 香川県 香川紫雲クラブ（初出場） - 徳島県 徳島商業高校（初出場） - 愛媛県 松山大学（初出場） - 高知県 高知大学（4回目） - 福岡県 福岡大学（17回目） - 佐賀県 川副クラブ（初出場） - 長崎県 国見FC（初出場） - 熊本県 ブレイズ熊本（2回目） - 大分県 日本文理大学（初出場） - 宮崎県 宮崎教員（初出場） - 鹿児島県 ヴォルカ鹿児島（初出場） - 沖縄県 海邦クラブ（初出場） |

出場回数に関する備考
1. ↑  早稲田WMW（5回出場）の出場回数は含まない。
2. ↑  茗友クラブ（3回出場）の出場回数は含まない。
3. ↑  関学クラブ（10回出場）および全関学（4回出場）の出場回数は含まない。
4. ↑  関大クラブ（7回出場）、全関大（4回出場）の出場回数は含まない。
5. ↑  兵庫教員蹴球団（2回出場）の出場回数は含まない。
6. ↑  第13回大会に出場した広島教員とは異なる。
7. ↑  松山商大学（1回出場）、松山MUC（1回出場）、全松山商大学（1回出場）の出場回数は含まない。

## 試合

### 1回戦
- デンソー 3-1 順天堂大学
- ブレイズ熊本 2-1 関西学院大学
- ワールドブリッツ小山 0-7 ヴィッセル神戸
- 日本文理大学 1-3 三菱自工水島
- 海邦クラブ 0-4 モンテディオ山形
- ルネス学園甲賀SC 1(PK5-3)1 北海道教育大函館校
- 盛岡ゼブラ 0-5 富士通川崎
- 福岡大学 2(PK5-4)2 アルビレオ新潟
- 川副クラブ 2-5 ヴァンフォーレ甲府
- FC松江 0-9 国士舘大学
- 松山大学 0-11 ブランメル仙台
- 東海大学 1-0 大阪商業大学
- 和歌山大学 0-3 コンサドーレ札幌
- 五戸町役場SC 2-1 三洋電機
- 福島FC 2-1 日立空調清水FC
- テイヘンズ 0-4 筑波大学
- NTT関東 2-0 同志社大学
- YKK 0-5 早稲田大学
- マインドハウスTC 1-5 東京ガス
- 上田ジェンシャン 1-2 国見FC
- セントラル神戸 0-3 鳥栖フューチャーズ
- ソニー仙台 2-1 広島教員
- 天理大学 0-1 コスモ四日市
- プリマハムFC土浦 2（延長）3 駒澤大学
- 徳島商業高校 1-5 大分FC
- ヴォルカ鹿児島 3-1 TDK
- 山形FC 1-7 大塚FC
- 高知大学 8-1 宮崎教員
- 青山学院大学 0-4 本田技研
- 東亜大学 3-4 香川紫雲クラブ
- 丸岡高校 0-4 西濃運輸
- 米子東高校 0-4 関西大学

### 2回戦
- デンソー 3-1 ブレイズ熊本
- ヴィッセル神戸 4-2 三菱自工水島
- モンテディオ山形 6-0 ルネス学園甲賀SC
- 富士通川崎 3-0 福岡大学
- ヴァンフォーレ甲府 1-2 国士舘大学
- ブランメル仙台 4-1 東海大学
- コンサドーレ札幌 4-0 五戸町役場SC
- 福島FC 3-0 筑波大学
- NTT関東 1-0 早稲田大学
- 東京ガス 8-0 国見FC
- 鳥栖フューチャーズ 5-2 ソニー仙台
- コスモ四日市 3-0 駒澤大学
- 大分FC 6-1 ヴォルカ鹿児島
- 大塚FC 2-1 高知大学
- 本田技研 3-2 香川紫雲クラブ
- 西濃運輸 1-2 関西大学

### 3回戦
- 横浜フリューゲルス 4-0 デンソー
- 京都パープルサンガ 4-3 ヴィッセル神戸
- ガンバ大阪 4-1 モンテディオ山形
- ジェフユナイテッド市原 0(PK4-5)0 富士通川崎
- 柏レイソル 1-0 国士舘大学
- サンフレッチェ広島 2-0 ブランメル仙台
- 清水エスパルス 1-0 コンサドーレ札幌
- ジュビロ磐田 1-2 福島FC
- 浦和レッドダイヤモンズ 3-0 NTT関東
- セレッソ大阪 3-1 東京ガス
- ベルマーレ平塚 1-0 鳥栖フューチャーズ
- 名古屋グランパスエイト 0-1 コスモ四日市
- ヴェルディ川崎 4-0 大分FC
- 横浜マリノス 1（延長）2 大塚FC
- アビスパ福岡 3-1 本田技研
- 鹿島アントラーズ 2-0 関西大学

### 4回戦
- 横浜フリューゲルス 0-1 京都パープルサンガ
- ガンバ大阪 3-1 富士通川崎
- 柏レイソル 1-2 サンフレッチェ広島
- 清水エスパルス 2-1 福島FC
- 浦和レッドダイヤモンズ 4-0 セレッソ大阪
- ベルマーレ平塚 3-1 コスモ四日市
- ヴェルディ川崎 4-0 大塚FC
- アビスパ福岡 0-2 鹿島アントラーズ

### 準々決勝
- 京都パープルサンガ 2-3 ガンバ大阪
- サンフレッチェ広島 3-0 清水エスパルス
- 浦和レッドダイヤモンズ 3-0 ベルマーレ平塚
- ヴェルディ川崎 2-1 鹿島アントラーズ

### 準決勝
- ガンバ大阪 0-2 サンフレッチェ広島
- 浦和レッドダイヤモンズ 0-3 ヴェルディ川崎

### 決勝
| 1997年1月1日 14:00 |

| サンフレッチェ広島 | 0 - 3 | ヴェルディ川崎                             |
|                    |       | 北澤豪 3分 · 三浦泰年 11分 · 栗原圭介 59分 |

| 国立霞ヶ丘競技場陸上競技場 観客数: 38.737人 |

| ヴェルディ川崎     |  |            |      |
|                    |  |            |      |
| GK                 |  | 菊池新吉   |      |
| DF                 |  | 菊池利三   |      |
| DF                 |  | アルジェウ |      |
| DF                 |  | 林健太郎   |      |
| DF                 |  | 中村忠     |      |
| DF                 |  | 菅原智     |      |
| MF                 |  | 三浦泰年   |      |
| MF                 |  | ビスマルク |      |
| MF                 |  | 北澤豪     |      |
| FW                 |  | 栗原圭介   | 81分 |
| FW                 |  | 三浦知良   |      |
| 控え:              |  |            |      |
|                    |  | 石塚誠     | 81分 |
| 監督:              |  |            |      |
| エメルソン・レオン |  |            |      |

| サンフレッチェ広島 |  |          |      |
|                    |  |          |      |
| GK                 |  | 前川和也 |      |
| DF                 |  | 内藤直樹 | 71分 |
| DF                 |  | 柳本啓成 |      |
| DF                 |  | 小島光顕 |      |
| MF                 |  | 路木龍次 |      |
| MF                 |  | 森保一   |      |
| MF                 |  | 吉田康弘 | 78分 |
| MF                 |  | サントス |      |
| MF                 |  | 桑原裕義 |      |
| FW                 |  | 盧廷潤   |      |
| FW                 |  | 高木琢也 |      |
| 控え:              |  |          |      |
|                    |  | 久保竜彦 | 71分 |
|                    |  | 安部雄大 | 78分 |
| 監督:              |  |          |      |
| ビム・ヤンセン     |  |          |      |